# Boca de Quadra

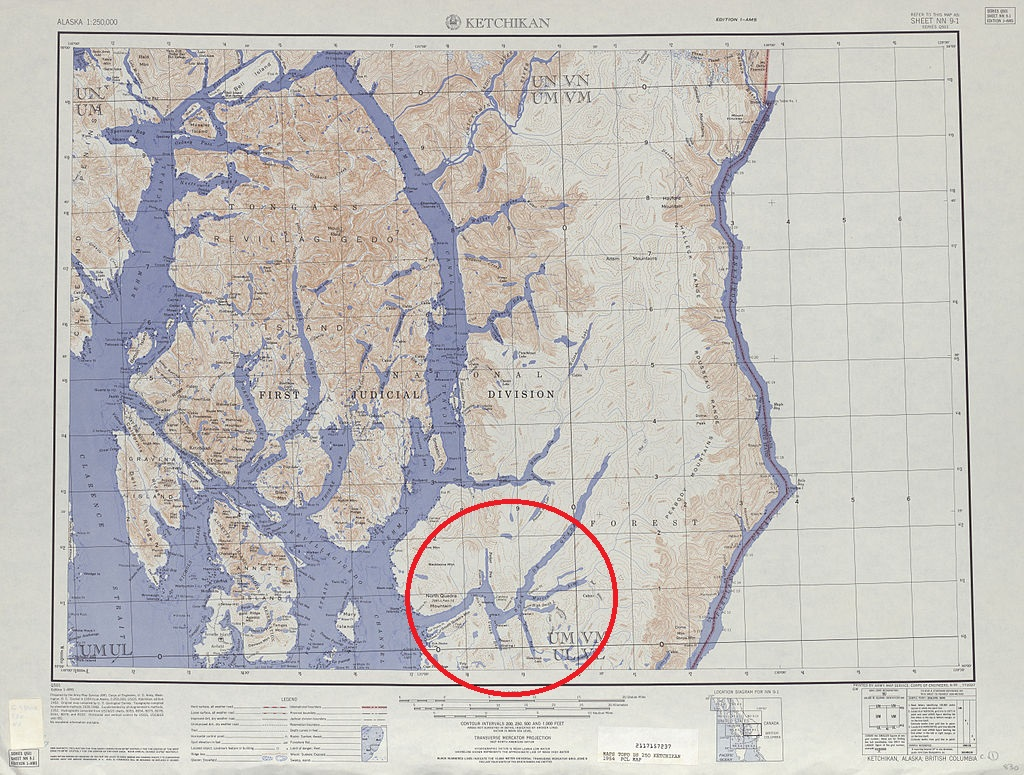
De baai rood omcirkeld

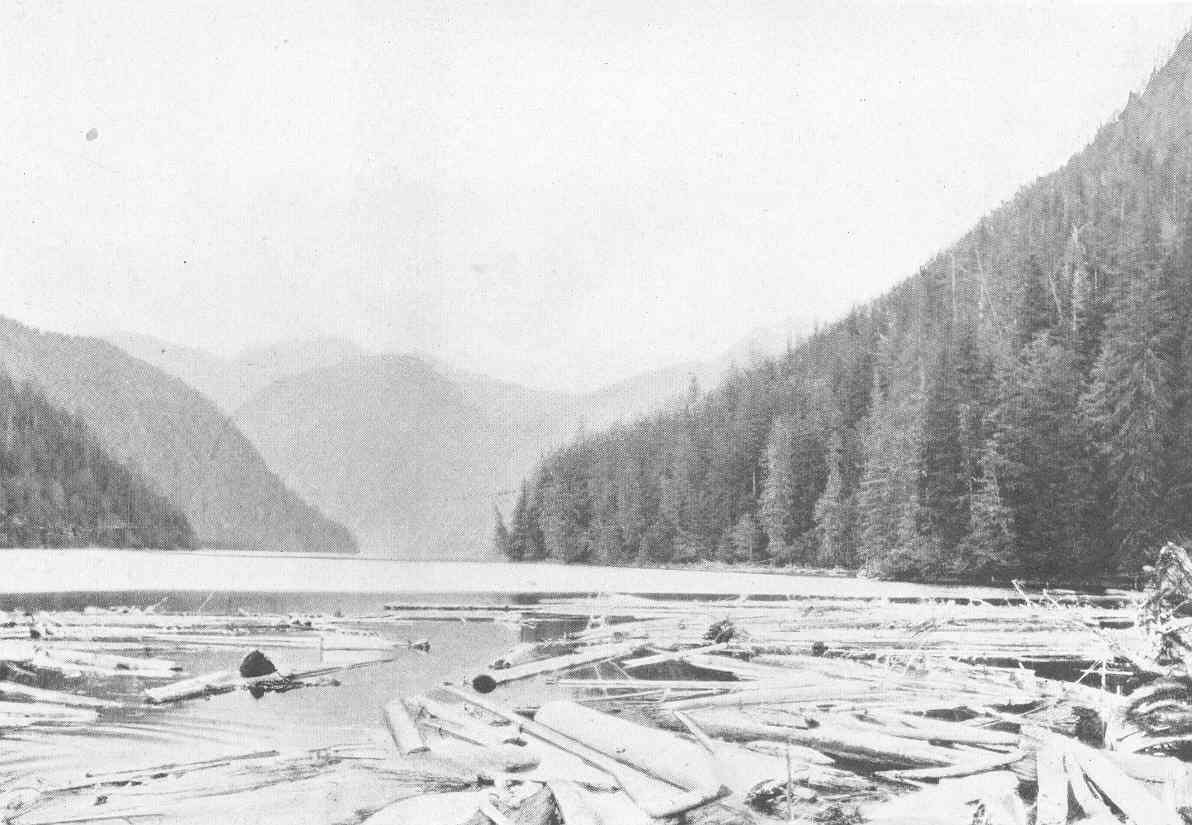
De baai in 1915

Boca de Quadra is een baai in de Alexanderarchipel in de Alaska Panhandle in het zuidoosten van Alaska in de Verenigde Staten.

## Geografie
De baai 50 kilometer lang en een tot drie kilometer breed en ligt vrijwel helemaal in het Misty Fjords National Monument. De baai snijdt in op het vasteland van Alaska en strekt zich uit naar het zuidwesten van de Keta River tot het Revillagigedo Channel. Ten zuiden van de baai ligt de Peninsula Ridge.
Het waterlichaam ligt in de mariene ecoregio Noord-Amerikaans Pacifisch Fjordland.

## Geschiedenis
De baai werd in 1792 door Jacinto Caamaño vernoemd naar Juan Francisco de la Bodega y Quadra, in verband met Quadra's expedities en onderzoeken in de regio in 1775-1779. De naam werd aangenomen door kapitein George Vancouver, die deze riviermonding op 6 augustus 1793 verkende.